# Șopotu Nou (gmina)
Șopotu Nou – gmina w okręgu Caraș-Severin w Rumunii. Składa się ze wsi Cârșa Roșie, Driștie, Poienile Boinei, Ravensca, Răchita, Stăncilova, Șopotu Nou, Urcu, Valea Răchitei i Valea Roșie.
Według spisu powszechnego z 2011 roku gminę zamieszkiwały 1157 osoby, przy 1456 osobach według spisu z 2002 roku. Zdecydowaną większość z nich stanowią Rumuni (89,37%), największą mniejszość narodową stanowią Czesi (6,22%). 86,78% mieszkańców stanowią osoby wyznające prawosławie, zaś 5,88% katolicyzm.